# Aladár Radnóti
Aladár Radnóti (* 13. Juni 1913 in Budapest; † 8. Dezember 1972 in Frankfurt am Main) war ein ungarischer Provinzialrömischer Archäologe.
Aladár Radnóti studierte an der Universität Budapest bei Andreas Alföldi und wurde 1936 promoviert. Danach war er Stipendiat am Ungarischen Institut in Rom und Assistent von Alföldi. Seit 1938 arbeitete er am Ungarischen Nationalmuseum, zuletzt als Leiter der Abteilung für Bodendenkmalforschung. Er führte u. a. Grabungen in Brigetio, Gerulata, Matrica und Porolissum durch. 1946 wurde er an der Universität Budapest habilitiert. 1947 heiratete er die Archäologin und Numismatikerin Maria Alföldi. Ab 1950 verhinderte die stalinistische Hochschulpolitik jede weitere Lehrtätigkeit für Radnóti. 1957 floh er nach dem niedergeschlagenen Ungarischen Volksaufstand mit seiner Frau aus Ungarn über Wien nach Bayern. Hier war er am Bayerischen Landesamt für Denkmalpflege tätig, insbesondere in Regensburg. Seit dem 1. September 1959 war er Konservator der archäologischen Abteilung des Maximilianmuseum in Augsburg. 1962 wurde Radnóti außerordentlicher Professor für Antike Numismatik, lateinische Epigraphik und Provinzialrömische Archäologie an der Universität Frankfurt. Er starb 1972 an einem Herzinfarkt.
Seine Forschungsschwerpunkte waren die römischen Bronzen und Toreutik sowie die römische Verwaltungs- und Militärgeschichte.

## Schriften (Auswahl)
- Die römischen Bronzegefässe von Pannonien (= Dissertationes Pannonicae Ser. 2, 6). Institut für Münzkunde und Archäologie der Peter Pázmány-Universität, Budapest 1938 (= Dissertation).